# 5번가의 비명
《5번가의 비명》(영어: Five Corners)은 미국에서 제작된 토니 빌 감독의 1987년 독립 범죄 드라마 영화이다. 조디 포스터, 팀 로빈스, 토드 그라프, 존 터투로 등이 출연하였고, 포러스트 머리 등이 제작에 참여하였다.
1988년 1월 22일 미국에서 한정 개봉되었다. 평단으로부터 대체로 좋은 평가를 받았으며, 1989년 제4회 인디펜던트 스피릿 어워드에서 포스터가 여우 주연상을 수상하고 터투로가 남우 조연상 후보에 올랐다.

## 줄거리
1964년. 길을 걷던 한 브롱크스 고등학교 수학 교사가 등에 화살을 맞고 쓰러진다.
밤에 술에 취한 두 여자친구들을 태우고 컨버터블을 운전하던 한 남성이 여자친구들의 술주정에 진력을 내다가 길거리에서 10대 소년 둘을 포착하고 5 달러까지 쥐어주며 여성들을 넘긴다.
다음 날 두 여성은 한 아파트에서 알몸 상태로 깨어난다. 10대 소년 둘은 자신들이 사망한 수학 교사가 가르치던 학생들임을 밝힌다. 곧 넷은 합심하여 위험한 장난을 치고 돌아다닌다. 승강기를 멋대로 조작하다가 승강기통에 갇히기도 한다.
강간 미수를 저질렀던 하인즈는 출소 후 원래 살던 동네로 돌아와 피해자인 린다에게 재접근한다. 강간 미수 사건 당시 린다를 보호했던 해리는 경찰이었던 아버지 죽음과 마틴 루서 킹 주니어 목사의 비폭력 인종 차별 시위에 영향을 받아 불교 정신과 평화주의를 견지하고 있으며 최근엔 인권 운동에 참여하느라 바빠 린다를 보호하는 데 집중할 겨를이 없다. 해리는 하인즈조차도 자신이 사랑해야할 대상으로 본다.
하인즈는 브롱크스 동물원에서 펭귄 두 마리를 훔쳐 린다에게 선물로 건넨다. 린다가 두려움에 떨며 거절하자 하인즈는 한 마리를 죽여 버린다.
린다를 납치하면서 경찰에게 쫓기게 된 하인즈는 본인의 죽음을 예감하고 어머니를 창문 밖으로 던져 버린 뒤 정신을 잃은 린다를 건물 옥상 위로 옮긴다. 린다의 남자친구 제이미가 하인즈에게 덤볐다가 나가떨어지자 분노한 해리는 저도 모르게 하인즈에게 주먹을 휘두르고 참담해한다. 하인즈가 해리를 죽이려는 순간 수학 교사를 맞췄던 것과 똑같은 화살이 날아와 하인즈의 등을 쏘고, 하인즈는 옥상에서 떨어져 사망한다.
문제의 화살을 날린 범인은 영화에 내내 등장하던 10대 소년 둘로 밝혀진다. 그간 해리의 흑인 인권 운동 참여를 고깝게 여겨 그와 거리를 두던 흑인 새뮤얼이 해리의 집을 방문해 해리 어머니에게 인사를 하면서 영화는 끝이 난다.

## 출연진
- 조디 포스터 - 린다 콤카우스키 역
- 팀 로빈스 - 해리 피츠제럴드 역
- 토드 그라프 - 제이미 역
- 존 터투로 - 하인즈 사바티노 역
- 로드니 하비 - 캐스트로 역
- 엘리자베스 베리지 - 멜러니 역
- 에리크 라샐 - 새뮤얼 켐프 역
- 캠벨 스콧 - 경찰관 역
- 로즈 그레고리오 - 사바티노 부인 역
- 그레고리 로자키스 - 머졸라 역
- 존 사이츠 - 설리번 역

## 기타 제작진
- 협력 제작: 마이클 맥도널, 존 패트릭 섄리
- 배역: 더그 에이블
- 미술: 에이드리앤 로벨
- 의상: 페기 패럴